# Алфесибеја
Алфесибеја (или Алфесибоја) је у грчкој митологији било име више личности.

## Етимологија
Име Алфесибоја има значење „она која доноси много бикова“.

## Митологија
- Према Аполодору, била је Адонисова мајка.[2]
- Према Паусанији, Фегејева кћерка која се удала за Алкмеона.[3] Иако ју је муж напустио, она је проклела његове убице, а свог оца и браћу Темена и Аксиона, те им пожелела да умру насилном смрћу.[4] Као њено име се спомињало и Арсиноја.[5]
- Према Теокриту, Бијантова кћерка, која се удала за Пелију. Каснији аутори су је називали Анаксибија.[6]
- Нимфа из Индије, коју је страсно волео бог Дионис. Она му није узвратила љубав све док се он није претворио у тигра. Тада му је из страха дозволила да је пренесе преко реке Солакс, која се од тада назива Тигар.[6] На реци се сјединила са богом и зачела сина Меда, епонимног хероја Међана.[4]